# Wendy Northcutt

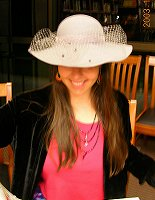
Wendy Northcutt

Wendy Northcutt (17 de setembro de 1963) é a criadora do site Darwinawards.com e autora de seis livros. Licenciou-se em Biologia Molecular em Berkeley.
Começou por coleccionar as histórias que compõem os Prémios Darwin em 1993. Inicialmente enviava as histórias, por correio electrónico, aos amigos e, pouco depois criou o site Darwinawards, um dos mais populares sites de humor da actualidade.[carece de fontes?]

## Obra
- 2000: The Darwin Awards: Evolution in Action
- 2001: The Darwin Awards II: Unnatural Selection
- 2003: The Darwin Awards III: Survival of the Fittest
- 2006: The Darwin Awards IV: Intelligent Design
- 2008: The Darwin Awards Next Evolution: Chlorinating the Gene Pool
- 2010: The Darwin Awards Countdown to Extinction